# Пеграм (Айдахо)
Пеґрам (англ. Pegram) — невключена територія в окрузі Бер-Лейк, штат Айдахо, США. 
Пеґрам знаходиться у південно-східній частині штату Айдахо, неподалік від Дінгла, поруч з кордоном штату Юта на півдні та зі штатом Вайомінг на сході. 
Засновано Пеграм 1883 року.
Хоча Пеґрам і є невключена територія, у ньому є поштове відділення, із ZIP-кодом 	83254.